# Роселл, Эрнст
Эрнст Роселл (швед. Ernst Oscar Rosell; 3 декабря 1881, Йёнчёпинг, Швеция — 26 июля 1953, Йёнчёпинг, Швеция) — шведский стрелок, олимпийский чемпион Игр в Лондоне в командном первенстве (стрельба по движущейся мишени одиночными выстрелами).